# 連呼
連呼（れんこ）とは、何回も同じ言葉を叫ぶこと。「連」続して「呼」ぶ、から来たと推測される。名詞であり、動詞として使う時は、サ行変格活用動詞の「する」とともに使う。
一定期間、特定の文言を連呼することで、そのことを印象付ける狙いを持って行われる。

## 政治活動における連呼
日本の公職選挙法では、「何人も、選挙運動のため、連呼行為をすることができない。ただし、演説会場及び街頭演説（演説を含む。）の場所においてする場合並びに午前八時から午後八時までの間に限り、次条の規定により選挙運動のために使用される自動車又は船舶の上においてする場合は、この限りでない。」などとして、演説やいわゆる選挙カーなどでの活動を除き、選挙運動のための連呼は禁止されている。